# Catatemnus braunsi
Espèce
Synonymes
- Chelifer braunsi Tullgren, 1907

Catatemnus braunsi est une espèce de pseudoscorpions de la famille des Atemnidae.

## Distribution
Cette espèce se rencontre en Afrique du Sud et en Tanzanie.

## Étymologie
Cette espèce est nommée en l'honneur d'Hans Heinrich Justus Carl Ernst Brauns (1857-1929).

## Publication originale
- Tullgren, 1907 : Zur Kenntnis aussereuropäischer Chelonethiden des Naturhistorischen Museums in Hamburg. Mitteilungen aus dem Naturhistorischen Museum in Hamburg, vol. 24, p. 21-75 (texte intégral).